# Lewia daucicaulis
Lewia daucicaulis är en svampart som beskrevs av E.G. Simmons 2007. Lewia daucicaulis ingår i släktet Lewia och familjen Pleosporaceae.   Inga underarter finns listade i Catalogue of Life.